# Нескінченна множина
Нескінченна множина — множина, що не є скінченною. Можна дати ще декілька еквівалентних означень нескінченної множини:
- Множина, в якій для будь-якого натурального числа {\displaystyle n} знайдеться скінченна підмножина із {\displaystyle n} елементів.
- Множина, в якій знайдеться зліченна підмножина.
- Множина, в якій знайдеться підмножина, рівнопотужна деякому (ненульовому) граничному ординалу.
- Множина, для якої існує бієкція з деякою його власною підмножиною.

Для будь-якої нескінченної множини існує множина з ще більшою потужністю — таким чином, не існує нескінченної множини найбільшої потужності. Потужності нескінченних множин називаються алефами і позначаються {\displaystyle \aleph _{\alpha },} де індекс {\displaystyle \alpha } пробігає всі порядкові числа. Потужності нескінченних множин складають цілком упорядкований клас — найменшою потужністю нескінченної множини є {\displaystyle \aleph _{0}} (алеф-0, потужність множини натуральних чисел), за ним слідують {\displaystyle \aleph _{1},\aleph _{2},\dots \aleph _{\omega },\aleph _{\omega +1},\dots \aleph _{\omega _{1}},\dots \aleph _{\omega _{\omega _{1}}},\dots }

## Приклади
- Множини натуральних чисел {\displaystyle \mathbb {N} ,} цілих чисел {\displaystyle \mathbb {Z} ,} раціональних чисел {\displaystyle \mathbb {Q} ,} дійсних чисел {\displaystyle \mathbb {R} ,} комплексних чисел {\displaystyle \mathbb {C} } — є нескінченними множинами.
- Множина функцій {\displaystyle \mathbb {N} \to \mathbb {N} } є нескінченною.
- Упорядкована нескінченна множина може мати «кінці» (мінімальний і максимальний елементи) — наприклад, множина раціональних чисел на відрізку {\displaystyle [0,1].}
- Сукупність усіх нескінченних підмножин зліченної множини є незліченною нескінченною множиною.